# (542) Susanna
(542) Susanna est un astéroïde de la ceinture principale découvert par Paul Götz et August Kopff le 15 août 1904.